# 의흥 김씨
의흥 김씨(義興金氏)는 대구광역시 군위군 의흥면을 본관으로 하는 한국의 성씨이다.
시조 김성갑(金成甲)은 신라 경순왕의 후손이며, 그는 귀성군에 봉해졌다.

## 참고 자료
- “의흥김씨(義興金氏)”. 뿌리를 찾아서.[깨진 링크(과거 내용 찾기)]